# Récession de 1937-1938

Le taux de chômage aux États-Unis entre 1910 et 1960, avec les années de la Grande Dépression (1929-1939) mises en évidence.En rouge : Chômage américain (estimé)
En bleu : Chômage aux États-Unis (%)

La récession de 1937-1938 est un ralentissement économique qui s'est produit pendant la Grande Dépression aux États-Unis. 
Au printemps 1937, la production, les bénéfices et les salaires avaient retrouvé leur niveau du début de 1929. Le chômage reste élevé, mais il est nettement inférieur au taux de 25 % enregistré en 1933. L'économie américaine a connu un fort ralentissement au milieu de l'année 1937, qui a duré 13 mois pendant la plus grande partie de l'année 1938. La production industrielle a diminué de près de 30 %, et la production de biens durables a chuté encore plus rapidement. 
Le chômage a bondi de 14,3 % en mai 1937 à 19,0 % en juin 1938. La production manufacturière a chuté de 37 % par rapport au pic de 1937 et est revenue aux niveaux de 1934. Les producteurs ont réduit leurs dépenses en biens durables et les stocks ont diminué, mais le revenu personnel n'était inférieur que de 15 % à ce qu'il était au pic de 1937. Dans la plupart des secteurs, les gains horaires ont continué à augmenter tout au long de la récession, compensant en partie la réduction du nombre d'heures travaillées. À mesure que le chômage augmentait, les dépenses de consommation diminuaient, ce qui entraînait de nouvelles réductions de la production[réf. nécessaire].